# جزيرة الميناء (جزر باهاما)
جزيرة الميناء أو جزيرة هاربور وهي جزيرة ومنطقة إدارية في جزر الباهاما وتقع قبالة الساحل الشمالي الشرقي لجزيرة إلوثيرا. ويبلغ عدد سكانها 1762 (تعداد 2010).
المدينة الوحيدة في الجزيرة هي مدينة دونمور، التي سميت على اسم الحاكم الذي استعمر جزر الباهاما منذ عام 1786 إلى عام 1798، الذي كان يقيم في الصيف في جزيرة الميناء.

## السياحة
تشتهر جزيرة الميناء بشواطئها الرملية الوردية، والتي توجد على طول الجانب الشرقي من الجزيرة. ويأتي اللون الوردي من المنخربات، وهي كائنات مجهرية يحتوي في الواقع على قذيفة وردية محمرة. تعد جزيرة الميناء وجهة شهيرة لقضاء العطلات والاحتفالات للأميركيين. تشتهر الجزبرة باسم بريلاند للسكان المحليين، وتتميز بألوان مبنية على الطراز الاستعماري الإنجليزي وشوارع تصطف على جانبيها الزهور الباهية. تعد جزيرة الميناء جزءًا من جزر الباهاما الخارجية.
في منتصف الستينيات القرن الماضي، أسس الممثل الأمريكي بريتو كينغ وزوجته شارون فندق كورال ساندس في جزيرة الميناء.

## وسائل النقل
يمكن الوصول إلى الجزيرة بالطائرة عبر مطار نورث إليوثيرا في الباهاما، وتعتبر المدن الأمريكية في الجنوب الشرقي أفضل الممرات اليها، تليها رحلة تاكسي مائية قصيرة من نورث إليوثيرا المجاورة.

## صالة عرض

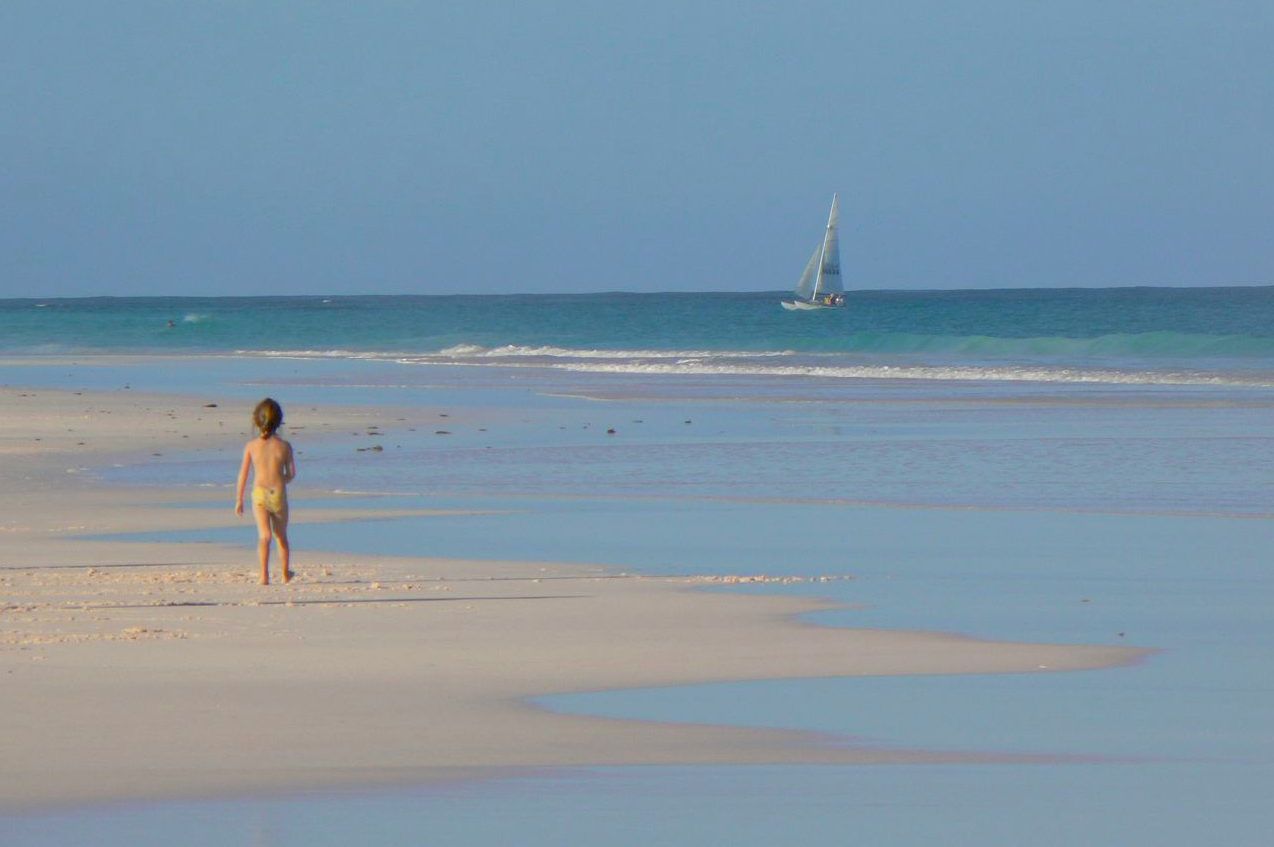
الشاطئ الرملي الوردي بالقرب من سبسب ، جزيرة الميناء ، باتجاه الشمال
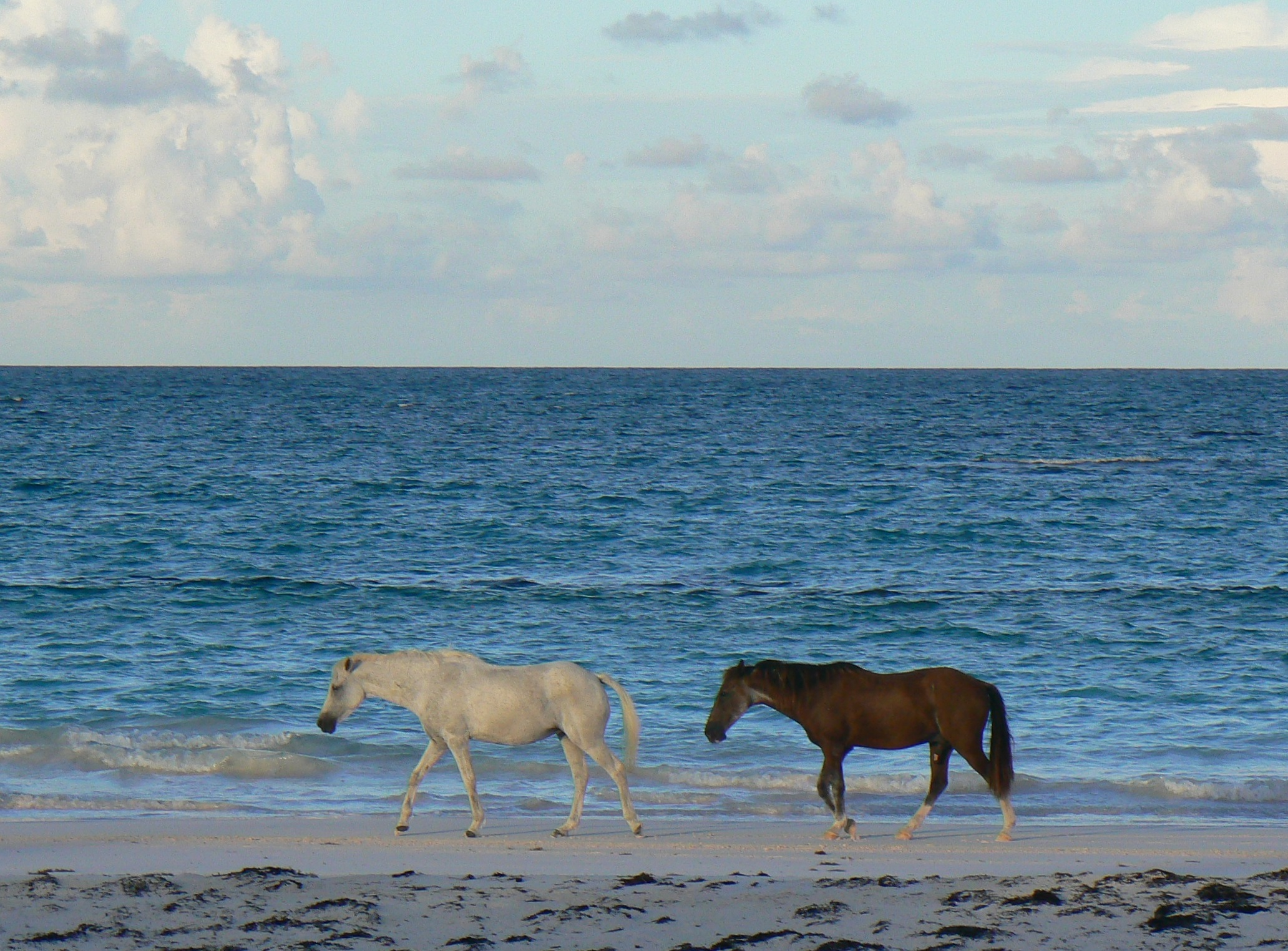
الخيول في جزيرة هاربور ، وتتطلع إلى الشرق
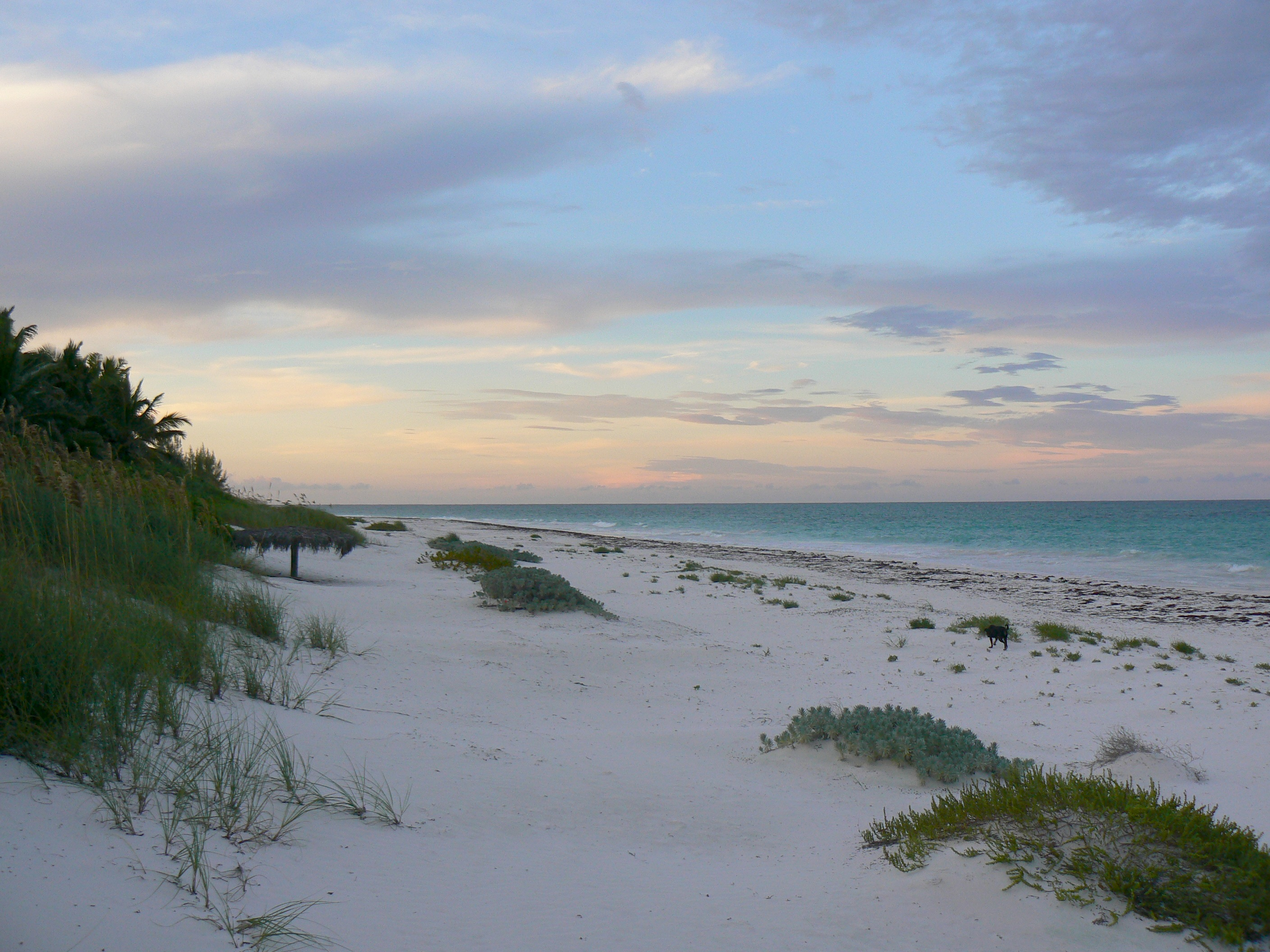
غروب الشمس على جزيرة هاربور ، باتجاه الشمال
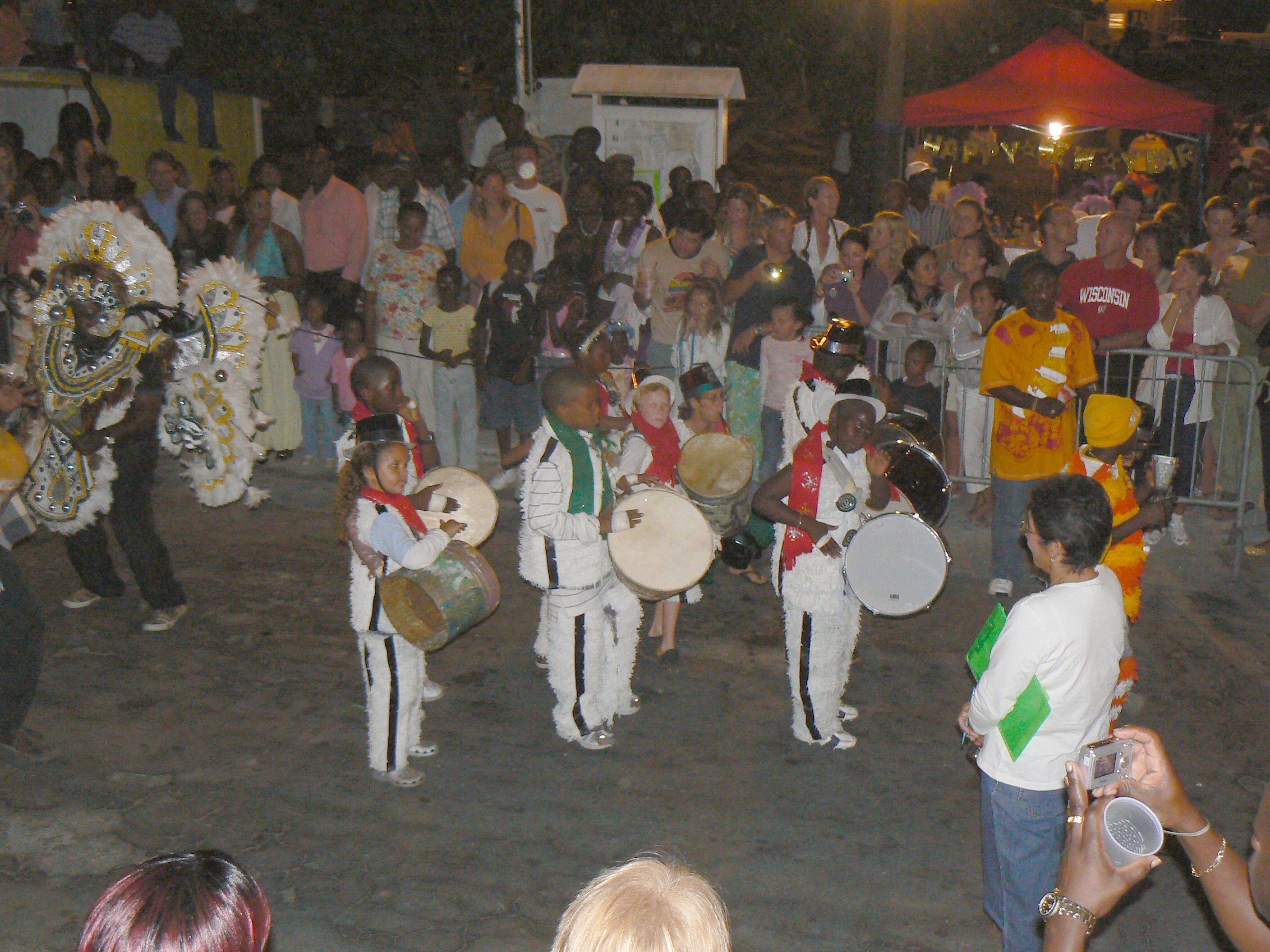
أطفال مدرسة دونمور في جونكانو 2008 ، جزيرة هاربور ، باتجاه الشرق
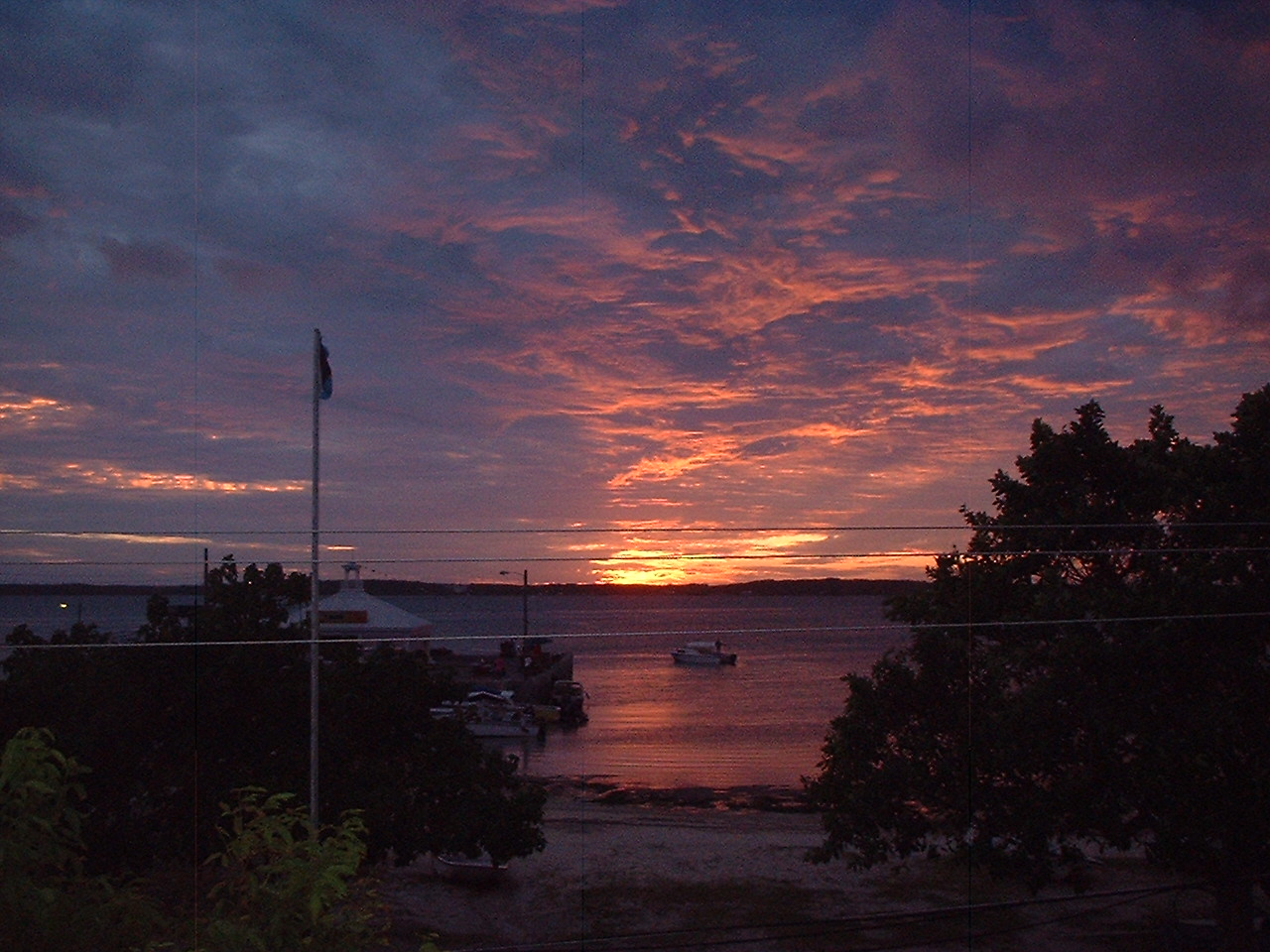
غروب الشمس فوق الرصيف الحكومي والميناء ، جزيرة هاربور ، غربًا من مدرسة دونمور
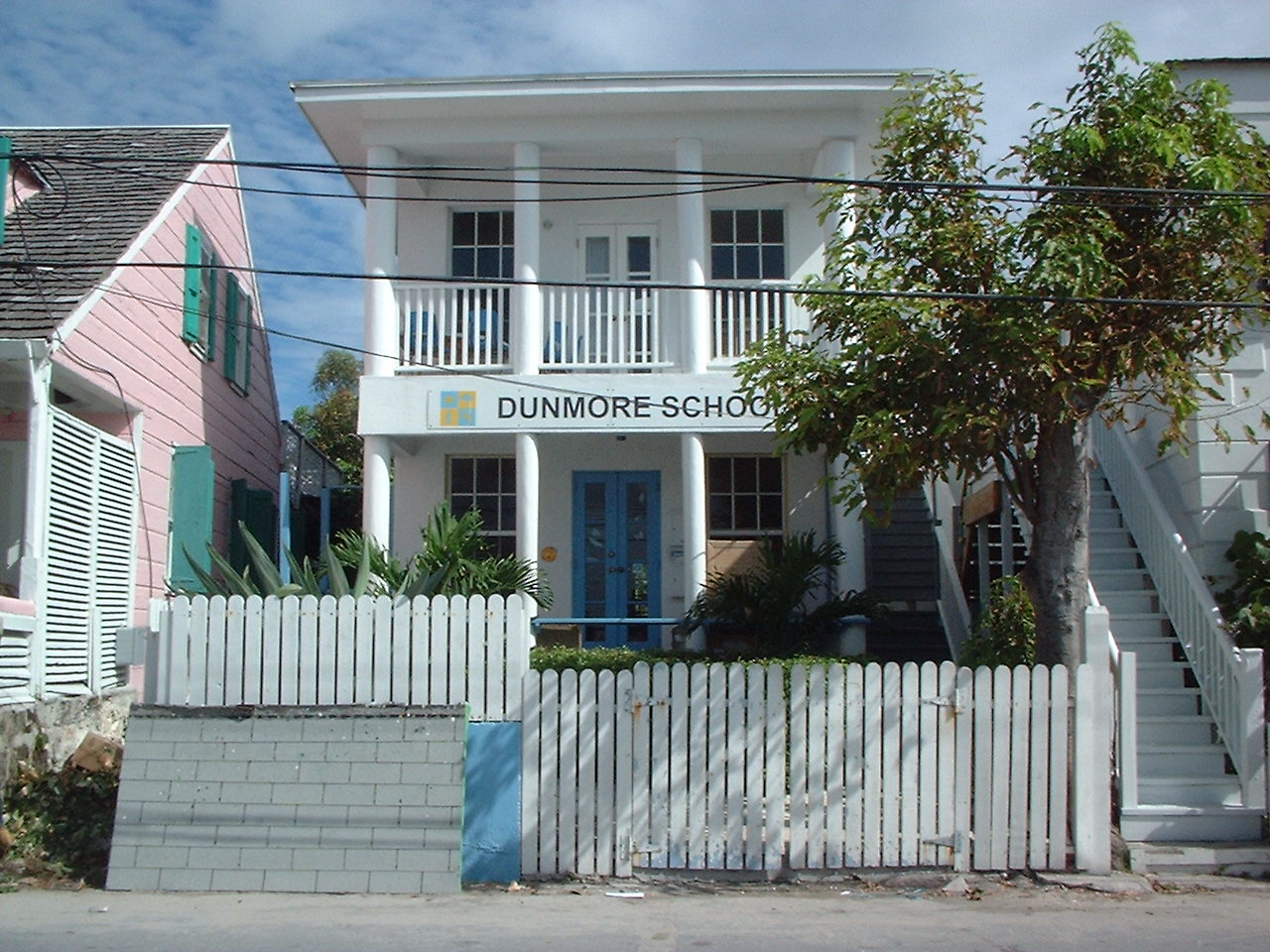
مدرسة دونمور في جزيرة هاربور ، تتجه شرقًا من ميناء الشاطئ
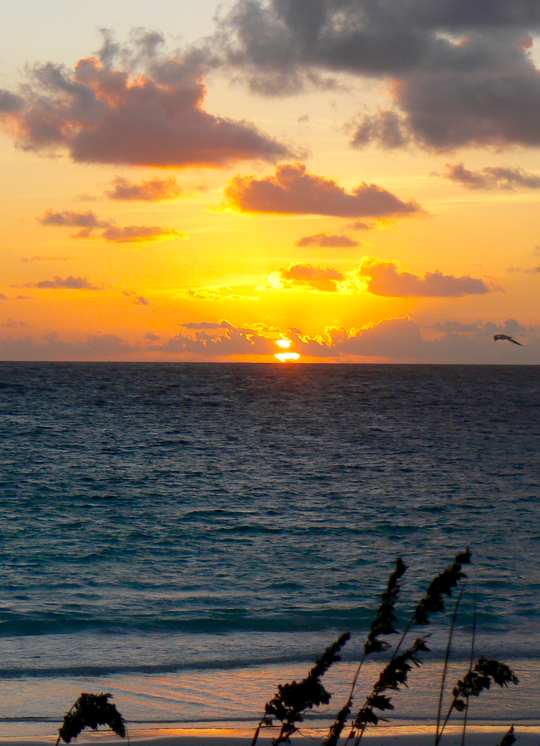
شروق الشمس ، 6 أكتوبر 2008 ، من الجزء الشمالي من الجزيرة
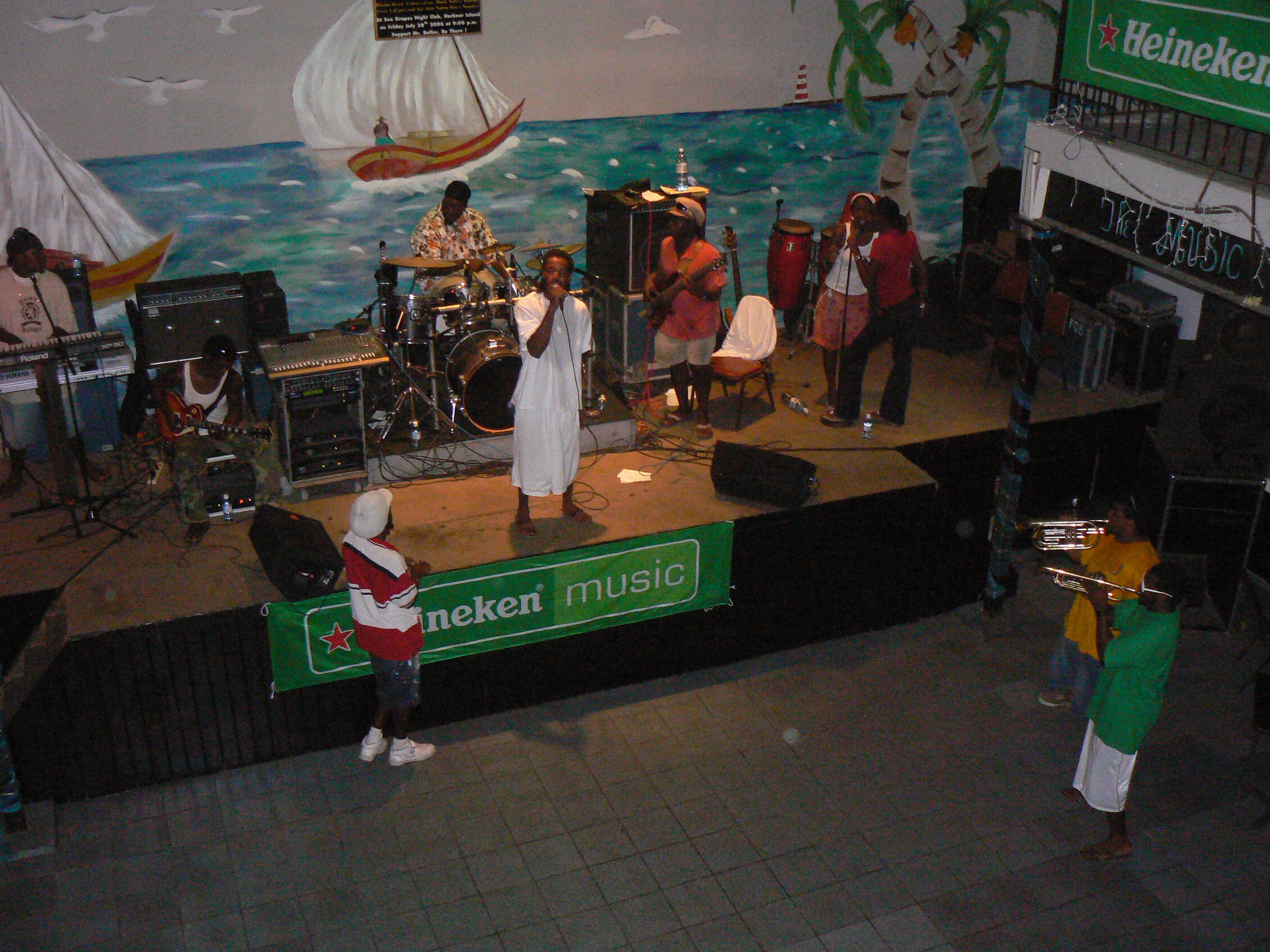
الفرقة الأفرو تتدرب في ملهى ليلي للعنب على جزيرة هاربور
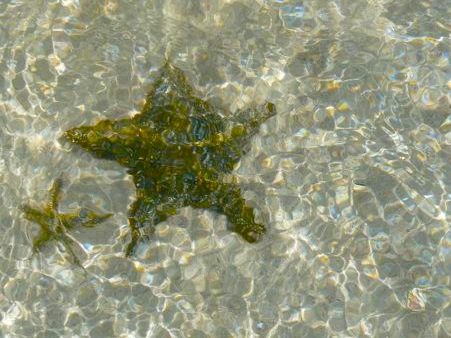
نجم البحر في الميناء في جزيرة هاربور